# Bérchules
Bérchules – gmina w Hiszpanii, w prowincji Grenada, w Andaluzji, o powierzchni 69,59 km². W 2011 roku gmina liczyła 835 mieszkańców.
Tradycyjne rolnictwo oparte było na pomidorach, migdałach i bydle i nadal jest głównym przemysłem wioski, a turystyka ma coraz większe znaczenie gospodarcze.